# Tetrastichus chara
Tetrastichus chara är en stekelart som beskrevs av Kostjukov 1978. Tetrastichus chara ingår i släktet Tetrastichus och familjen finglanssteklar. Inga underarter finns listade i Catalogue of Life.